# Илия Пенев
Илия Пенев е български актьор.

## Биография
Роден е в Русе, но израства и учи в Попово. Започва да учи в Медицинската академия в София, но след един семестър се отказва. Завършва ВИТИЗ „Кръстьо Сарафов“ през 1956 г. със специалност актьорско майсторство в класа на професор Моис Бениеш. След това започва работа за две години в Сливенския драматичен театър. После и за още две в Сатиричния театър. През 1960 г. се премества във Варна и до последно играе там. Умира на 2 март 2006 г.

## Награди и отличия
- Заслужил артист

## Театрални роли
ТВ театър
- „Приказките на стария Арбат“ (1982) (А. Арбузов)
- „Доходно място“ (1982) (Александър Островски)

## Филмография
- Рапсодия в бяло (2002) Старец в старчески дом
- Нещо във въздуха (1993)
- Осем процента любов (1990)
- Забранено за възрастни (1987) Директорът
- Васко да Гама от село Рупча (1986), 6 серии – Бащата на Женя
- Военно положение (1986)
- Денят не си личи по заранта (6-сер. тв, 1985) – (в 1 серия: I)
- Нощем с белите коне (6-сер. тв, 1985)
- Йо-хо-хо (1981) Неприятният, губернаторът
- Баш майсторът на море (1982) Старшина Кръстински
- Неродена мома – Петър
- На всеки километър (1969 – 1971), 26 серии